# Velîkîi Pravutîn, Slavuta
Velîkîi Pravutîn (în ucraineană Великий Правутин) este o comună în raionul Slavuta, regiunea Hmelnîțkîi, Ucraina, formată numai din satul de reședință.

## Demografie
Componența lingvistică a comunei Velîkîi Pravutîn
     Ucraineană (99,6%)
     Alte limbi (0,4%)
Conform recensământului din 2001, majoritatea populației comunei Velîkîi Pravutîn era vorbitoare de ucraineană (99,6%), existând în minoritate și vorbitori de alte limbi.